# FS Lublin
FS Lublin — серия польских малотоннажных автомобилей, производимых на заводе FSC в Люблине в 1993—2007 годах. Сборочное производство также осуществлялось с 1994 года на белорусских предприятиях БелАЗ и Юнисон.

## История
Производство малотоннажных автомобилей марки Lublin началось в 1993 году в качестве замены старых моделей Żuk, снятых с производства в 1998 году. Модификация Lublin 33 производилась до 1995 года, когда компания Daewoo Motor переименовала Lublin 33 в Lublin II. С 1999 года производилась модель Lublin III. В результате компания Daewoo Group была признана банкротом.
В 2001 году марка Lublin была продана британской компании Truck Alliance, принадлежавшей российско-британской компании Intrall Polska, а фургон продавался под названием Intrall Lublin. Производство было передано на завод DZT Tymińscy в рамках Pasagon с модернизированной рамой и изменённым передом для двигателя Евро-5. Также планировалось серийное производство автомобилей под брендом Honker Cargo, однако оно не было осуществлено. В результате производство было заморожено в 2007 году из-за проблем с поставками комплектующих.

## Галерея

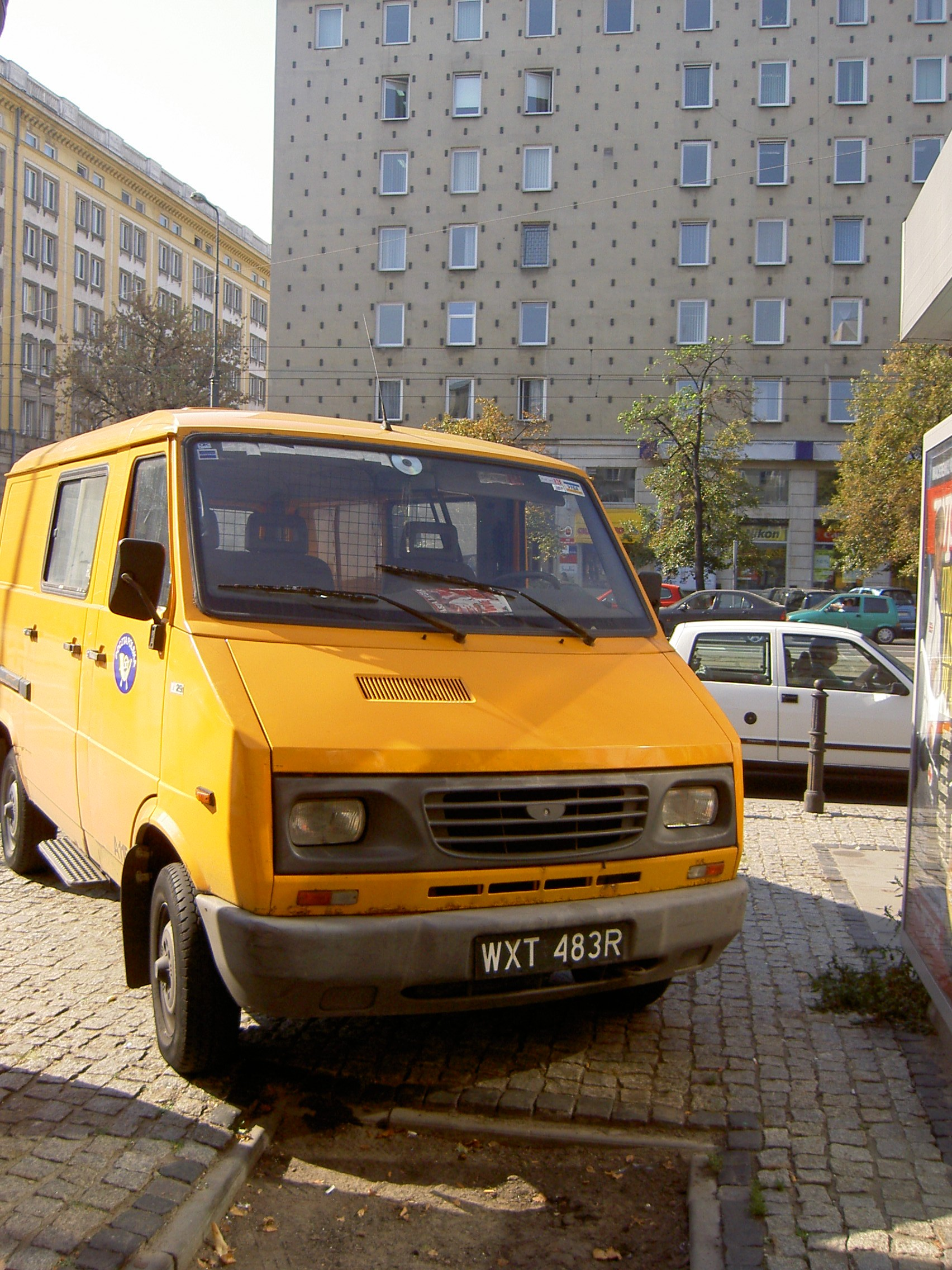
Lublin II
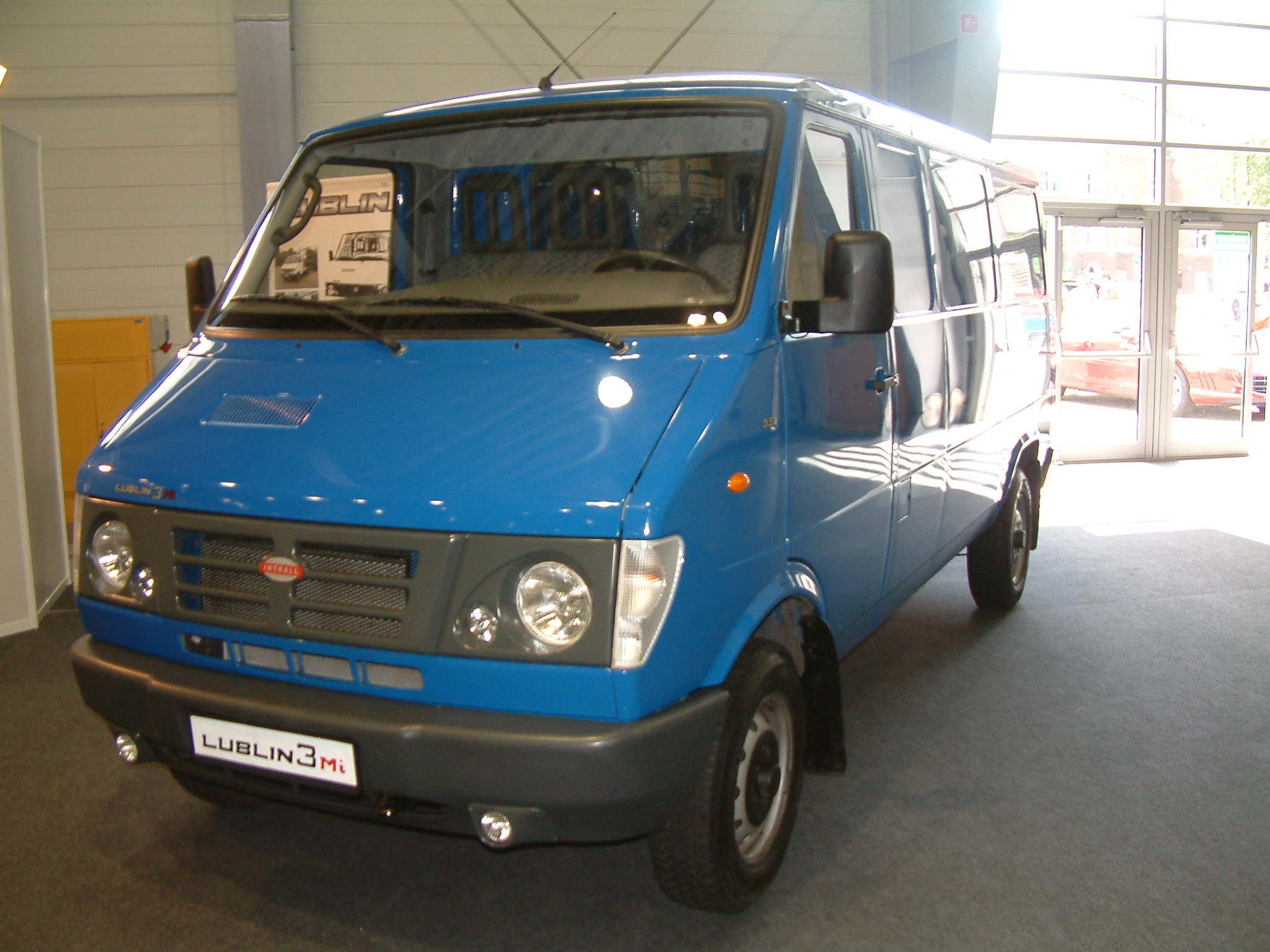
Lublin III (модернизированный)
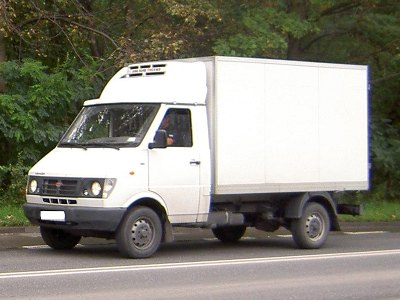
Lublin Intrall B
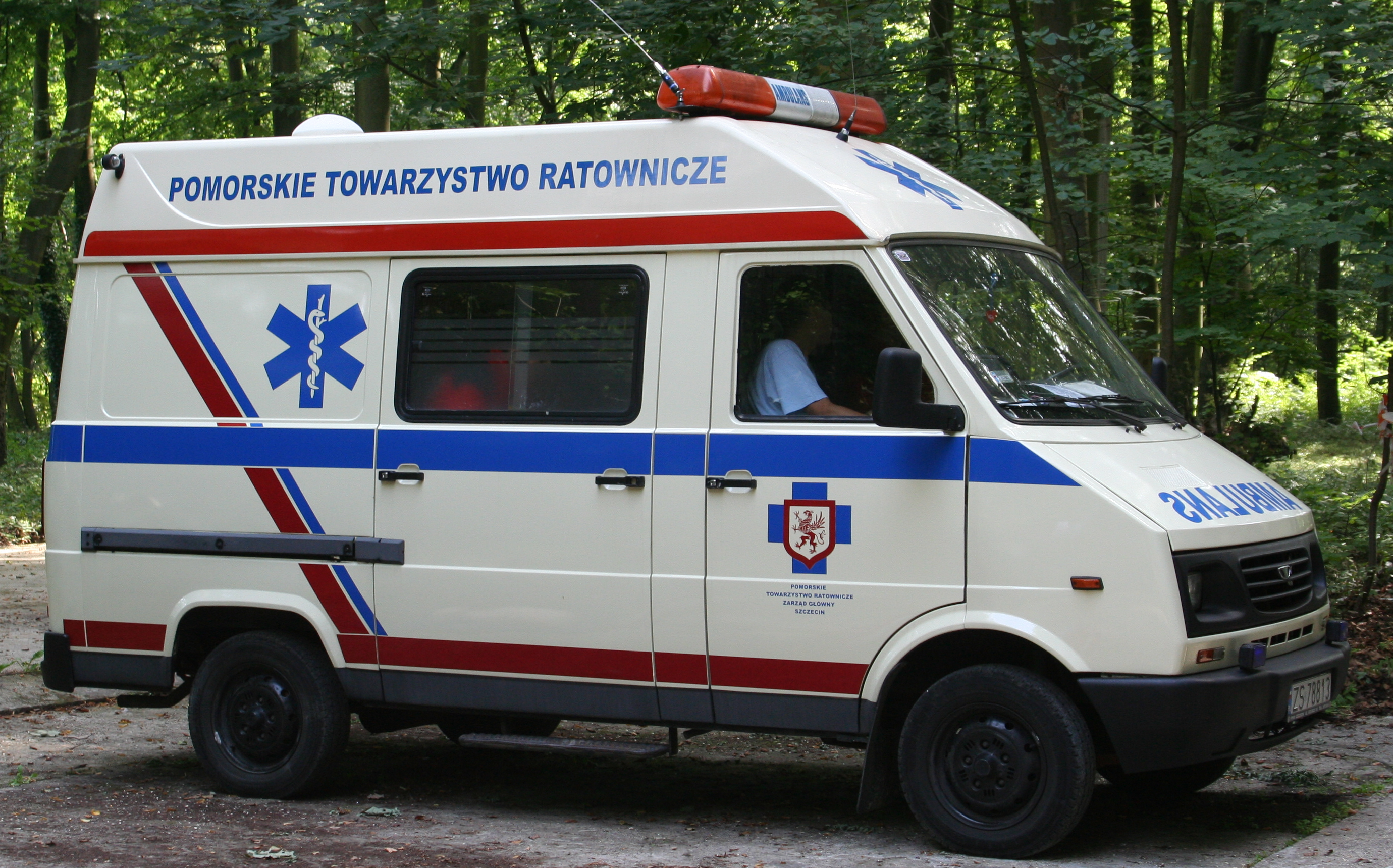
Автомобиль скорой медицинской помощи
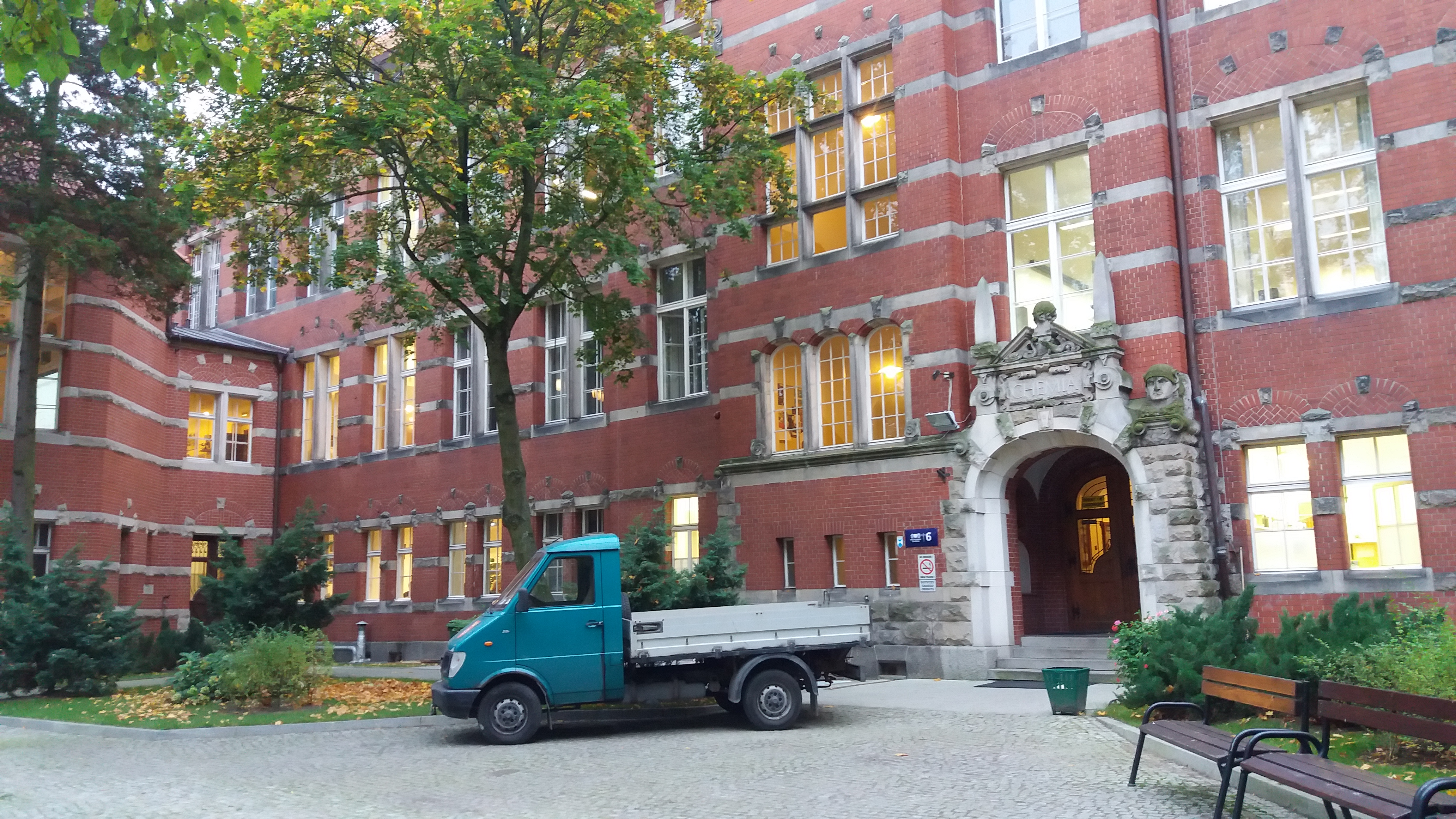
Intrall Lublin 3
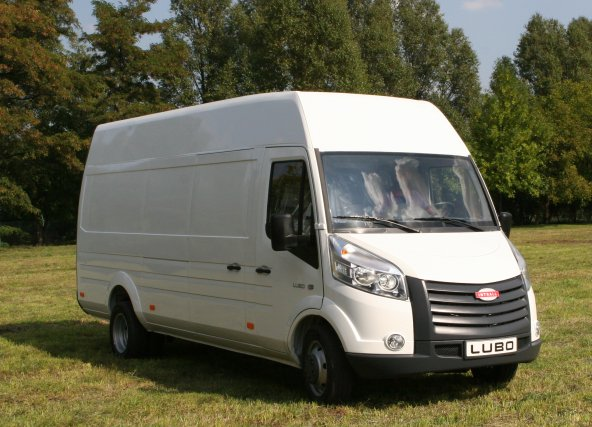
Производство автомобилей Intrall Lubo планировалось в 2008 году для дальнейшего развития семейства, однако оно не было осуществлено
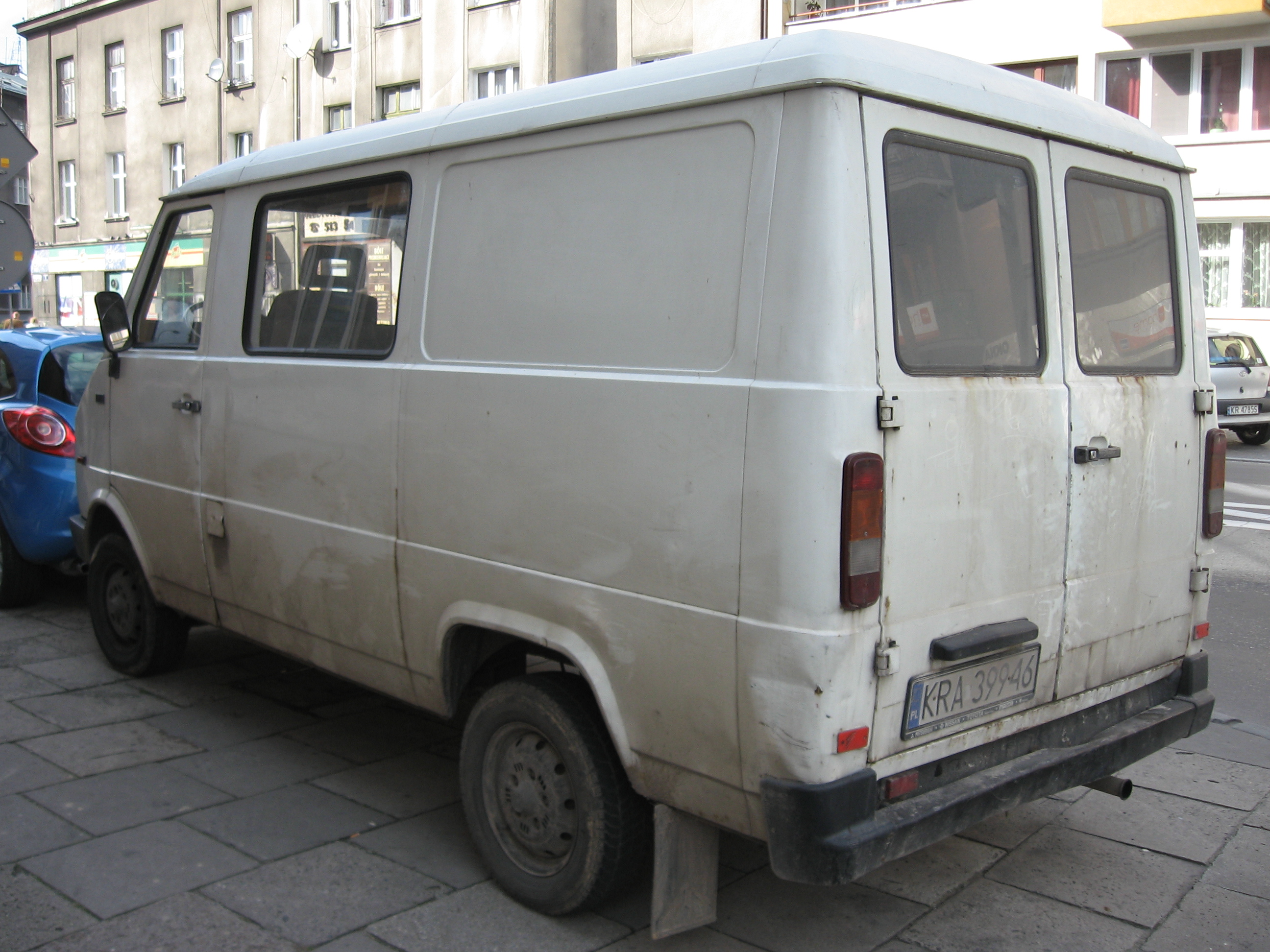
FS Lublin 3322
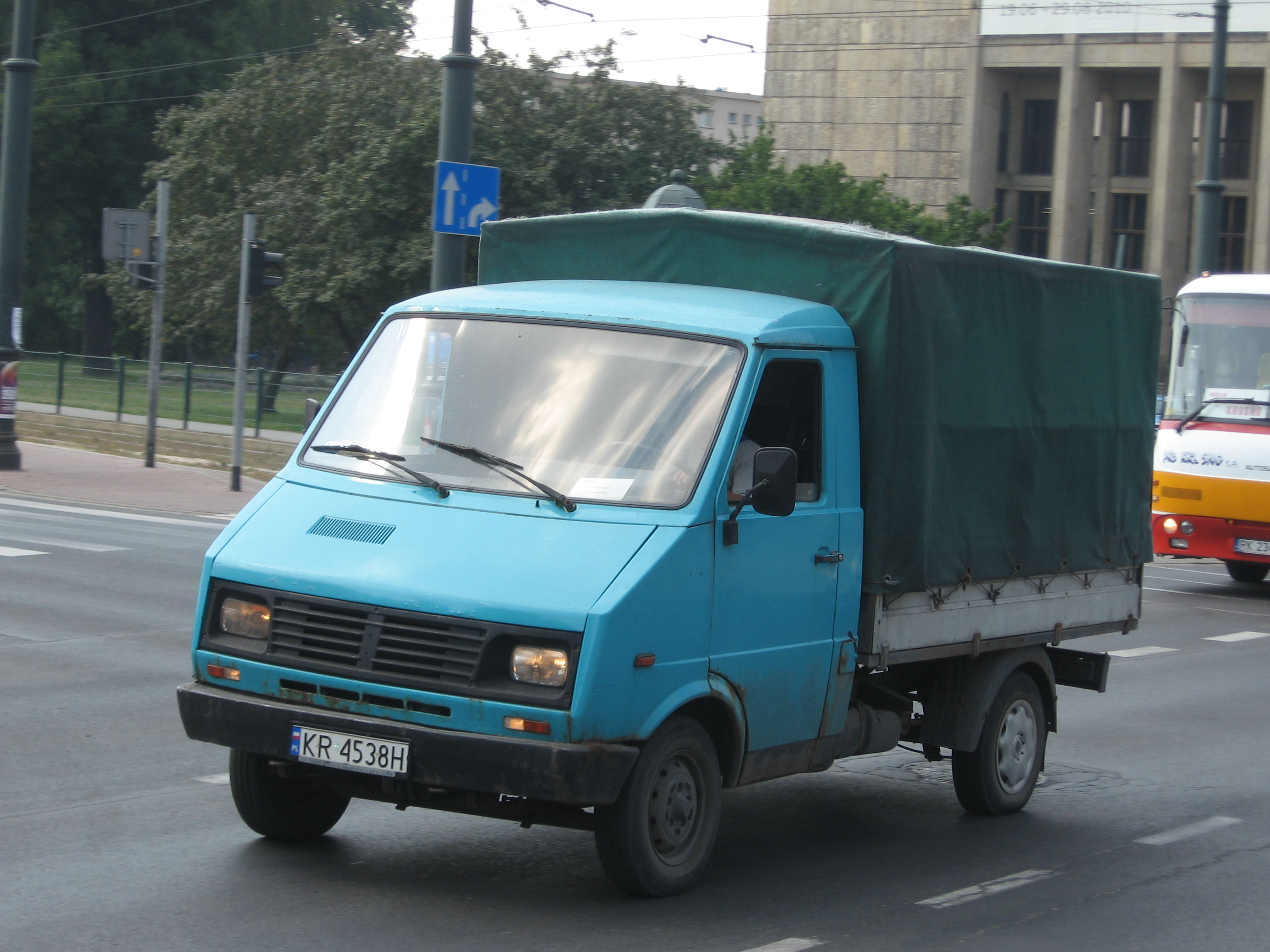
Развозной автомобиль-фургон (FS Lublin 3352)
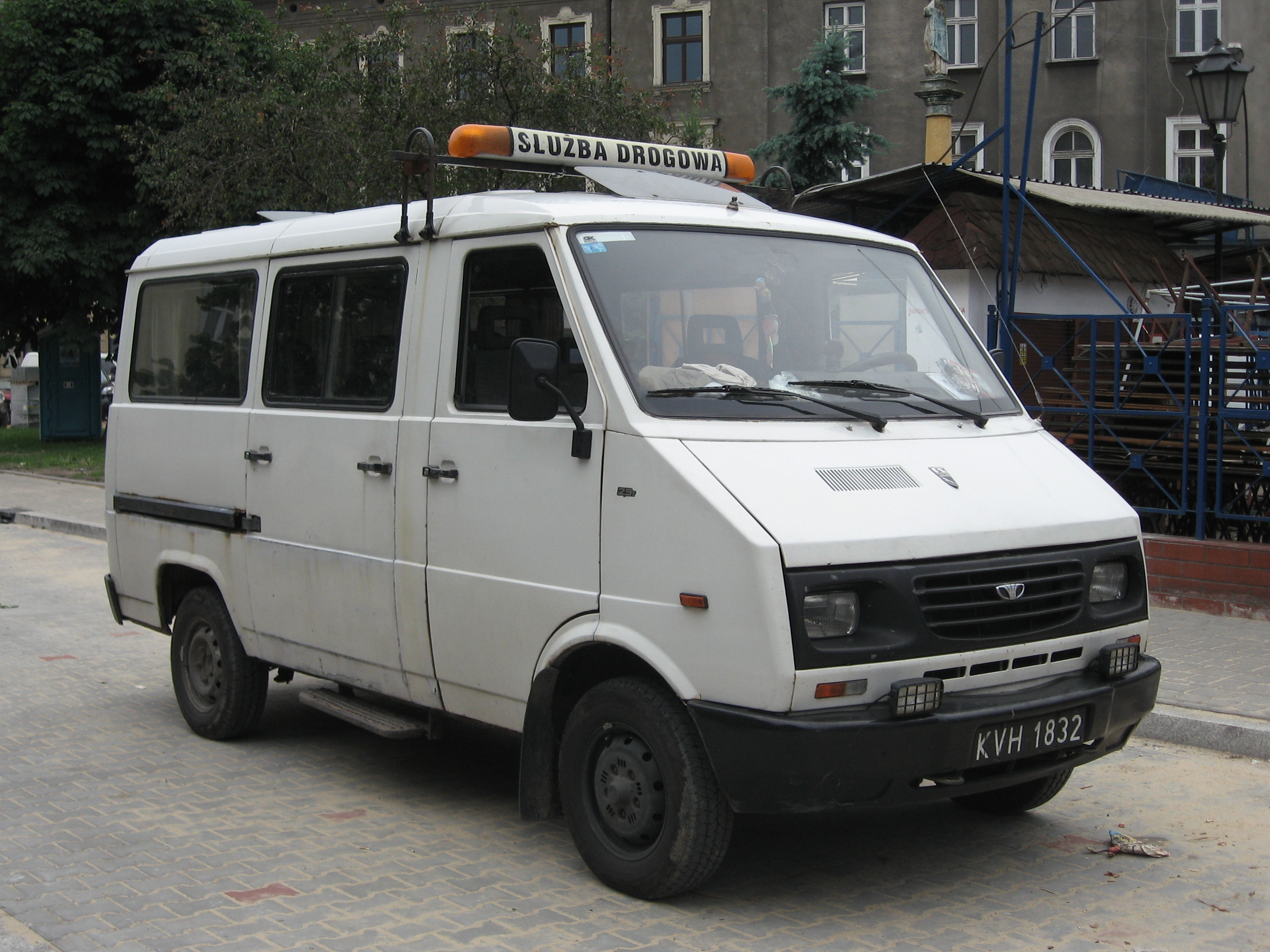
Daewoo Lublin II 3314
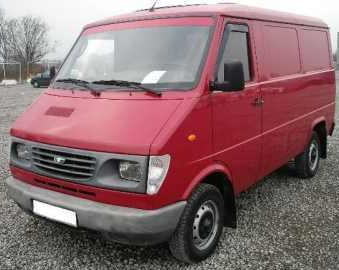
Daewoo Lublin III 3302